# Prothrombinase
Le complexe prothrombinase est un complexe enzymatique formé à la surface des plaquettes, et composé d'une enzyme, le facteur Xa ; d'un cofacteur, le Va ; de phospholipides, le Xa et le Va étant reliés aux phospholipides par le calcium Ca++.  Ce complexe est 100 000 fois plus actif que l'enzyme (Xa) seul.

## Caractéristiques
Par rapport à Xa seul, le km de est diminué de 100 fois, et le Kcat de 3 000 fois : activation x 100 000.
S'il y a une présence de Va au lieu de V : Kcat est multiplié par 700.
Prothrombinase : 2700 sites par plaquette activée[pas clair]
La concentration de prothrombinase est limitée par la concentration de Xa, et non par :
- déplétion du substrat
- inactivation du Va
- nombre de sites par plaquette

La fin de l'activité de la prothrombinase est due à l'inactivation du Xa.